# Nikita Tiertyszny
Nikita Aleksiejewicz Tiertyszny, ros. Никита Алексеевич Тертышный (ur. 11 czerwca 1998 w Czelabińsku) – rosyjski hokeista, reprezentant Rosji.
Jego ojciec Aleksiej (ur. 1977) i wujek Siergiej (ur. 1970) także zostali hokeistami oraz trenerami, także przy drużynach czelabińskich.

## Kariera
- Traktor Czelabińsk do lat 17 (2014-2015)
- Traktor Czelabińsk do lat 18 (2015-2016)
- Biełyje Miedwiedi Czelabińsk (2015-2019)
- Czełmiet Czelabińsk (2017-2020)
- Traktor Czelabińsk (2018-)
  -  Jugra Chanty-Mansyjsk (2019-2021)

Wychowanek czelabińskiego hokeja. Grał w rosyjskich juniorskich rozgrywkach MHL, WHL oraz w grudniu 2018 podjął występy w KHL w barwach Traktora. W czerwcu 2022 przedłużył kontrakt z klubem na okres do końca sezonu 2023/2024.
W sezonie 2021/2022 został reprezentantem seniorskiej kadry Rosji.

## Sukcesy
Klubowe
- Brązowy medal MHL: 2018 z Biełymi Miedwiedami Czelabińsk
- Puchar Jedwabnego Szlaku – pierwsze miejsce w sezonie zasadniczym WHL: 2021 z Jugrą Chanty-Mansyjsk
- Puchar Pietrowa: 2021 z Jugrą Chanty-Mansyjsk
- Złoty medal WHL: 2021 z Jugrą Chanty-Mansyjsk
- Brązowy medal mistrzostw Rosji: 2022 z Traktorem Czelabińsk

Indywidualne
- Wysszaja Chokkiejnaja Liga (2020/2021):
  - Pierwsze miejsce w klasyfikacji strzelców w sezonie zasadniczym: 30 goli[5]
  - Dziesiąte miejsce w klasyfikacji asystentów w sezonie zasadniczym: 25 asyst[6]
  - Drugie miejsce w klasyfikacji kanadyjskiej w sezonie zasadniczym: 55 punktów[6]
- KHL (2021/2022):
  - Piąte miejsce w klasyfikacji strzelców w sezonie zasadniczym: 22 gole
  - Trzecie miejsce w klasyfikacji +/− w sezonie zasadniczym: +21